# 惠德皇后
段皇后（4世纪—400年），后燕惠愍帝慕容宝皇后，献哀太子慕容策的母亲。

## 生平
段氏出身于段部鲜卑家族。永康元年（396年）四月廿九，慕容宝登基。段氏初为昭仪，八月初四，段氏立为皇后，她为慕容宝生的儿子慕容策立为太子。
永康三年（398年）北魏南下，后燕崩溃。四月廿六，逃到龙城的慕容宝被大臣兰汗用计诱去杀害，太子慕容策也同时遇害。随后，慕容宝庶长子慕容盛杀死兰汗即位，尊嫡母段皇后为皇太后。長樂元年十二月廿五（400年2月6日），段太后去世，谥号为惠德皇后。